# Merthyr Tydfil County Borough
Merthyr Tydfil (walisisch: Merthyr Tudful) ist eine Principal Area mit dem Status eines County Boroughs in Südwales. Hauptort ist die gleichnamige Stadt Merthyr Tydfil; die Principal Area hatte beim Zensus 2011 58.802 Einwohner.

## Geographie
Merthyr Tydfil liegt in Südwales in den South Wales Valleys hauptsächlich in den Tälern des River Taff, dessen Quellflüsse und dessen Nebenfluss Bargod Taf. Der Nordteil der Principal Area ist unbewohnt und gehört zum Brecon-Beacons-Nationalpark, im Zentrum befindet sich mit der Stadt Merthyr Tydfil der Hauptort der Community, während es im Süden mit Treharris einen weiteren größeren Ort gibt. Im Norden grenzt die Principal Area dabei an Powys, im Westen an Rhondda Cynon Taf und im Osten an Caerphilly County Borough.

## Orte
- Abercannaid
- Aberfan
- Bedlinog
- Cefn-coed-y-cymmer
- Clwydyfagwyr
- Dowlais
- Dowlais Top
- Edwardsville
- Gellideg
- Heolgerrig
- Llwyn-on
- Merthyr Tydfil
- Ochr-y-Mynydd
- Pant
- Pentrebach
- Penydarren
- Pontsarn
- Pontsticill
- Trefechan
- Treharris
- Trelewis
- Troed-y-Rhiw
- Vaynor

## Geschichte
Merthyr Tydfil war zwischen 1974 und 1996 ein District von Mid Glamorgan, auch wenn es zuvor bereits ein eigenständiger County Borough war. Nach der Verwaltungsreform 1996 wurde Merthyr Tydfil als Principal Area wieder eigenständig und hatte nun den Status eines County Boroughs.
Einwohnerzahlen
| 1801  | 1811  | 1821  | 1831  | 1841   | 1851   | 1861   | 1871 | 1881   | 1891   | 1901 | 1911   | 1921   | 1931   | 1941 | 1951   | 1961   | 1971   | 1981   | 1991   | 2001   | 2011   |
| ----- | ----- | ----- | ----- | ------ | ------ | ------ | ---- | ------ | ------ | ---- | ------ | ------ | ------ | ---- | ------ | ------ | ------ | ------ | ------ | ------ | ------ |
| 3.096 | 4.491 | 6.037 | 7.707 | 11.895 | 17.262 | 24.055 | ?    | 52.991 | 62.509 | ?    | 89.486 | 89.923 | 80.240 | ?    | 69.557 | 68.178 | 63.923 | 58.988 | 59.330 | 55.964 | 58.802 |

## Sehenswürdigkeiten
- Brecon-Beacons-Nationalpark
- Brecon Mountain Railway
- Cefn-coed Viaduct
- Cyfarthfa Castle
- Morlais Castle

## Persönlichkeiten
- Keir Hardie (1856–1915), schottischer Politiker, der für die Labour Party Merthyr Tydfil im Parlament von 1900 bis 1915 vertrat und der erste Labour-Abgeordnete im Unterhaus war.